# Hosur, Krishnarajanagara
Hosur là một làng thuộc tehsil Krishnarajanagara, huyện Mysore, bang Karnataka, Ấn Độ.